# Claude Boyer
Claude Boyer (* 1618 in Albi; † 22. Juli 1698 in Paris) war ein französischer Bühnenautor und Mitglied der Académie française.

## Leben und Werk

### Aufstieg zum Erfolgsautor
Claude Boyer besuchte das 1623 in Albi eröffnete Jesuitenkolleg und lernte dort das Jesuitentheater kennen. Er studierte Theologie bis zum Baccalaureus. Für seine Zeitgenossen war er der Abbé Boyer. 1645 ging er zusammen mit seinem Freund Michel Le Clerc (1622–1691) nach Paris und hatte dort großen Erfolg mit der Aufführung seines ersten Theaterstücks La Porcie romaine. Es war Madame de Rambouillet gewidmet, in deren literarischen Salon er Eingang gefunden hatte. Boyer wurde zum Protégé von Jean Chapelain. In nicht weniger als 27 dramatischen Werken zeigte sich Boyer als kreativer und experimentierfreudiger Bühnenautor, der beim Publikum Erfolg hatte, von Corneille geschätzt war und 1666 in die Académie française aufgenommen wurde (Sitz Nr. 39). 

### Abstieg in die Verachtung. Rehabilitierung in jüngster Zeit
Mit dem meteorenhaften Aufstieg Racines ab 1667 geriet Boyer ins Hintertreffen. Die negativen Urteile von Boileau, Racine und Furetière machten aus ihm einen von der Literaturgeschichte verachteten Autor, den die Académie française noch heute als "Auteur médiocre qui a toujours rencontré l’hostilité du public" (schlechten Autor, der vom Publikum nie angenommen wurde) abqualifiziert. Daran änderte auch der unter dem Pseudonym Pader d’Assezan erzielte Erfolg (Agamemnon 1680) nichts. Erst die moderne Forschung (Henry Carrington Lancaster und vor allem Georges Forestier (1951–2024)) hat begonnen, sein Werk zu würdigen. Viele seiner Bühnenwerke liegen inzwischen kritisch ediert vor (meist in der Bibliothèque dramatique des CELLF, Centre d’étude de la langue et des littératures françaises).

## Werke (Auswahl)

### Bühnenwerke (kritische Editionen)
- La Porcie romaine. Tragédie. 1646. Hrsg. Marie Roux. 1997.
- Tyridate. Tragédie. 1648. Hrsg. Laetitia Sergent. Droz, Genf 1998.
- Porus ou la générosité d'Alexandre. Tragédie. 1648. Hrsg. Hélène Crampon. 1996. (Mémoire de Maîtrise. Littérature française. Paris 3. 1996, nicht veröffentlicht)
- La Mort des enfans de Brute. Tragédie. Hrsg. Amandine Chevreau-Martin. 1648. .2012–2013.
- Ulysse dans l'île de Circé ou Euryloche foudroyé. Hrsg. Pauline Debienne. 1650. . 2007.
- Fédéric. Tragi-comédie. Hrsg. Catherine Neveu. 1660. . 2000.
- La Mort de Démétrius. Tragédie. Hrsg. Claire Supplisson. 1661. . 2000–2001.
- Oropaste, ou le faux Tonaxare. Tragédie. 1663. Hrsg. Georges Forestier mit Christian Delmas. Droz, Genf 1990.
- Les Amours de Jupiter et de Sémélé. Tragédie. 1666. Hrsg. Évelyne Collinet. . 2003–2004.
- Le Jeune Marius. Tragédie. Hrsg. Isabelle Gérard. 1670. . 1997.
- Le Fils supposé. 1672. Hrsg. Laetitia Sergent. Droz, Genf 1998.
- Le Comte d'Essex. Tragédie. Hrsg. Fabienne Régnier. 1678. . 1999.
- Agamemnon. Tragédie. Hrsg. Céline Grihard. 1680. . 2014–2015.
- Artaxerce. Tragédie. Hrsg. Cécile Suignard. 1683. . 2002–2003.
- Judith. Tragédie. Hrsg. Thomas Marlat. 1695. . 1998.

### Dichtung
- Les Caractères des Prédicateurs, des prétendans aux dignitez ecclésiastiques, de l'âme délicate, de l'amour profane, de l'amour saint. Avec quelques autres poésies chrestiennes. Coignard, Paris 1695.